# Планинарски дом „Стражилово”
Планинарски дом „Стражилово” се налази у североисточном делу Фрушке горе, на брегу Церат, недалеко од истоименог одмаралишта. У власништву је ПСД „Железничар” из Сремских Карловаца.
Дом располаже великом салом, малом ТВ салом, клубом, кухињом, четворокреветним и шестокреветним собама за смештај укупног капацитета 50 лежаја и купатилима. У непосредној близини дома налазе се терени за мали фудбал, бадминтон и одбојку, као и ботаничка башта, отворени амфитеатар, пејнтбол терен и игралиште за децу.
Дом је отворен викендом, а преко недеље дежурства се организују по потреби.